# Conversation Monitor System
Pour les articles homonymes, voir CMS.
Le moniteur conversationnel ou Conversation Monitor System (CMS), initialement Cambridge Monitor System, est un système d'utilisation, depuis un terminal, d'un ordinateur virtuel. Conçu pour fonctionner sous l'hyperviseur de machines virtuelles VM (IBM), il pouvait également fonctionner sur une machine nue (il le détectait d'ailleurs et envoyait un message de reproches à l'utilisateur). Cette possibilité peu utile disparut dans ses versions les plus récentes afin de permettre d'autres fonctions (« diagnose »).
Il avait été développé en parallèle par les universités de Cambridge et de Grenoble - où se trouvait alors un centre de recherches IBM.
Sa caractéristique, inhabituelle pour un usage en temps partagé, est d'être mono-utilisateur ! En effet, l'hyperviseur VM simulant déjà sur une machine réelle un nombre quelconque de machines virtuelles, on pouvait en dédier une à chaque utilisateur qui avait l'impression d'en être le seul usager. Il voyait cependant les autres (« q users ») et pouvait communiquer facilement avec eux par les partages de disque et les unités de transfert virtuelles (« virtual reader », « virtual punch »). Les deux dernières étaient utilisables avec des utilisateurs situés sur d'autres machines physiques, même situées à des milliers de kilomètres. Le réseau IBM VNET, avant même que n'existe UNIX, se développa anarchiquement de cette façon du temps de quelques pionniers passionnés. À la fin des années 1970, de nombreuses universités américaines ainsi que quelques grandes écoles utilisèrent la même structure sous le nom de « BITNET », relié d'ailleurs à VNET.
CMS était bien entendu chargé en « segment partagé », afin de n'avoir pas à être dupliqué en mémoire autant de fois qu'il y avait de machines virtuelles.
CMS avait été développé au départ dans un but universitaire, mais fut rapidement réclamé par les clients qui utilisaient VM pour des migrations d'un système à un autre plus puissant. Il arrivait souvent que ces clients conservent VM/CMS une fois la migration terminée parce qu'ils avaient pris goût à son confort.
Les codes source de CMS étant distribués gratuitement à tout client le demandant, les universités commencèrent à créer leurs propres versions améliorées de CMS, les présentant et se les échangeant lors de réunions d'utilisateurs. Il fut bientôt nécessaire de créer l'expression « vanilla CMS » pour désigner un CMS qui n'avait pas fait l'objet de modifications.
La multiplicité d'appels à l'assistance téléphonique (alors gratuite) d'IBM pour des défauts n'existant que dans les versions modifiées conduisit cette société à adopter une stratégie consistant à ne plus fournir que le code machine et non le code source. Cette décision sonna, selon le professeur Melinda Varian (de Princeton), la mort de CMS dans les universités au profit d'un autre système dont le code restait pour sa part accessible et modifiable : UNIX.